# دولت جمهوری دموکراتیک آذربایجان
دولت جمهوری خلق آذربایجان (به ترکی آذربایجانی: Azərbaycan Xalq Cümhuriyyətinin hökuməti) بر ساختار سیاسی دمکراتیک، قانون محور، لائیک و یکپارچه متکی بود. جمهوری خلق آذربایجان یک جمهوری بر پایه نظام پارلمانی بود. در طول دوره‌ای، که شورای ملی آذربایجان فعالیت نداشت، دولت مسئولیت انجام وظایف نهاد قانون‌گذاری را نیز بر عهده داشت. در مفاد بند ۶ بیانیه استقلال آذربایجان آمده است: تا به تشکیل «مجلس مبوسان (مجلس ملی)» حاکمیت موقت به جای «مجلس ملی یا مجلس ملیه» «عهده‌دار تصدی آذربایجان می‌باشد». شورای ملی، «فتحعلی‌خان خویسکی» عضو شورای ملی و دارای بینش سیاسی بی‌طرف را موظف تشکیل اولین کابینه دولت ساخت. پس وی رئیس شورای وزرا و وزیر دفاع منصوب گردید.

## اعلامیه رسمی دربارهٔ استقلال آذربایجان
در ۳۰ مه سال ۱۹۱۸، دولت جمهوری خلق آذربایجان به وسیله رادیوگرام، بیانیه‌های رسمی مبنی بر اعلام استقلال خود به مراکز سیاسی جهان فرستاد. در این اعلامیه، اطلاعاتی راجع به اقامت موقت این جمهوری تازه تأسیس در شهر «یکیزاوتپول» (شهر گنجه) نیز آمده بود. شورای ملی و دولت آذربایجان در ۱۶ ژوئن سال ۱۹۱۸ به شهر گنجه منتقل شدند. در دومین جلسه شورای ملی در ۱۷ ژوئن، «فتحعلی‌خان خویسکی» ضمن سخنرانی موجز خویش در این جلسه به ارائه گزارش‌هایی در مورد عملکرد دولت تشکیل شده از سوی خود در تفلیس، خواستار موافقت اعضای شورا با استعفای حکومت وی شد.
پس از انجام مذاکرات و رایزنی‌های طولانی، شرکت کنندگان جلسه دو قطعنامه مهمی تصویب کرد. بنابه این قطعنامه‌ها، حاضرین بر آن شدند که، شورای ملی آذربایجان منحل گردیده و تمام اختیارات منتسب به قدرت‌های قانون گذاری و اجرایی در اختیار دولت موقت آذربایجان، که قرار بود در آینده ای نه چندان دور تأسیس شود، واگذار شود.
علاوه بر این تصمیم‌گیری شد، که «مجلس مؤسسان» ظرف شش ماه برپا گردد. حاکمیت واجد اختیار استفاده از تمام صلاحیت‌های خود در سایر مسائل نیز بود. شورای ملی آذربایجان در جلسه ۱۷ ژوئن خود، که به ریاست «فتحعلی‌خان خویسکی» صورت گرفت، اعضای کابینه وزیران را مورد تأیید قرار داد. سپس «شورای وزرا» و دستگاه‌ها و اداراتی ایجاد شدند. در ۲۷ ژوئن زبان ترکی آذربایجانی زبان رسمی دولت اعلام گردید. در روز ۲۸ اوت دستوری در راستای ملی‌سازی موسسات آموزشی صادر شد. اردوی اسلام قفقاز، که لشگری متشکل از نظامیان آذربایجانی و اهل عثمانی بود، در ۱۵ سپتامبر سال ۱۹۱۸ باکو را از تصرف نیروهای متجاوز داشناک‌ها- بلشویکها به کنترل خود درآورد. در ۱۷ سپتامبر، جمهوری خلق آذربایجان به باکو منتقل شد. در ۶ اکتبر سال ۱۹۱۸، تغییراتی در ترکیب دولت تشکیل شده از سوی فتحعلی‌خان خویسکی تحقق یافت و انتصابات جدیدی انجام گرفت. گروه کاری متشکل از رئیس «شورای وزیران» و وزرای کشور (داخله) و آموزش عمومی (آموزش و پرورش) در جهت انجام اقدام‌های لازم برای تشکیل «مجلس مؤسسین» ایجاد شد. دولت جمهوری خلق آذربایجان طرح پرچم سه‌رنگ را به معرفی فتحعلی‌خان خویسکی در روز ۹ نوامبر ۱۹۱۸ به تصویب رسانید.

## اولین جلسه پارلمان جمهوری خلق آذربایجان
اولین جلسه پارلمان جمهوری خلق آذربایجان در ۷ دسامبر سال ۱۹۱۸ برگزار شد. پس از انتخاب مقامات بلندپایه پارلمان، از فتحعلی‌خان خویسکی دعوت شد تا به کرسی سخنرانی تشریف آورده و به ارائه گزارش‌هایی در رابطه با عملکرد دولتش بپردازد. وی نیز در نوبه خود اطلاعاتی راجع به فعالیت‌های دولت خود در شرایط بغرنجی سیاسی ارائه داد.
سپس فتحعلی‌خان خویسکی خواهان پذیرایی استعفای دولت خود از سوی پارلمان تازه تأسیس شد که این درخواست وی مورد تأیید قرار گرفت. تشکیل و صدارت کابینه سوم دولت نیز به فتحعلی‌خان خویسکی محول شد. در روز ۲۶ دسامبر، وی سخنرانی‌ای در رابطه با برنامه و هیئت کابینه سوم دولت انجام داد که، این عمر نیز باعث شد، اعضای پارلمان بعد از مذاکراتی به خویسکی اعتماد نشان دهند.
در جلسات پرلمان در ماه‌های ژانویه و فوریه سال ۱۹۱۹، دولت فتحعلی‌خان خویسکی به باد انتقادهای شدیدی گرفته شد. فتحعلی‌خان خویسکی در اقدام اعتراض‌آمیز خود به انتقادات مغارضانه از دولت خود، نامه‌ای برای تأیید استعفای کابینه‌اش از سوی پارلمان ارسال نمود که، این درخواست وی در جلسه پارلمان در ۲۵ فوریه مورد پذیرایی واقع گردید. تا که کابینه چهارم دولت از سوی نصیب بیگ یوسف بیگلی در ۱۴ آوریل سال ۱۹۱۹ تشکیل بشود، دولت خویسکی به فعالیت خود ادامه داد. نصیب بیگ یوسف بیگلی رئیس شورای وزرا و وزیر داخله (کشور) این دولت منصوب شد.
دولت نصیب بیگ یوسف بیگلی پس از آنکه روی کار آمد، با خطراتی همچون حمله «ارتش دنکین» و اقدمات ضد آذربایجانی بلشویک‌ها در داخل کشور مواجه شده بود. بنابر این، با دستور دولت جمهوری خلق آذربایجان «کمیته دولتی دفاع» که متشکل از پنج نفر بود، در ۹ ژوئن سال ۱۹۱۹ راه‌اندازی گردید.
افراد حاضر در این کمیته شامل رئیس شورای وزرا، و وزیران دفاع، راه‌ها، خارجه و دادگستری بودند. نصیب بیگ یوسف بیگلی با تشکیل کابینه دوم خود و پنجم دولت در ۲۲ دسامبر سال ۱۹۱۹، ریاست این دولت را تا در اواخر ماه مارس سال ۱۹۲۰ بر عهده داشت. از آنجا که، از اواخر سال ۱۹۲۰ خطرات حمله روسیه شوروی به آذربایجان و فعالیت‌های ضد دولتی ایادی آنها در داخل کشور افزایش روزافزونی پیدا کرده بود، نصیب بیگ وادار به استعفا شد. سپس تشکیل دولت جدید به «محمد حسن حاجینسکی» محول شد. رایزنی‌ها و مذاکرات وی با شعب پارلمان هیچ نتیجه ای دربرنداشت. ارتش سرخ ۱۱ روسیه شوروی با بهره‌مندی از این شرایط مساعد سیاسی با نقض خشن و آشکارانه هنجارهای حقوق بین‌الملل، بر پایه برنامه از پیش تهیه‌شده تهاجم نظامی، ۲۷ ماه آوریل سال ۱۹۲۰ با لشگرکشی بر آذربایجان از مرزها عبور کرده و به سوی باکو به حرکت درآمد. این تهاجم ارتش شوروی به براندازی جمهوری خلق آذربایجان انجامید.